# سندباد و سارا
سندباد و سارا یک فیلم سینمایی به کارگردانی غلام رضا آزادی است. و تهیه‌کننده این فیلم فریال بهزاد بوده‌است.

## خلاصه داستان
داستان این فیلم که قصه‌ای کودکانه و فانتزی دارد و مربوط به داستان سندباد است بازیگران بومی جزیره قشم نقش آفرینی می‌کنند.

## حضور در جشنواره[۶]
فیلم سندباد و سارا در جشنواره بین‌المللی فیلم لاپاز بولیوی.